# Lalim
Lalim ist eine Gemeinde (Freguesia) im portugiesischen Kreis Lamego. In ihr lebten 659 Einwohner (Stand 19. April 2021).